# Episodi di Superstore (quinta stagione)
La quinta stagione di Superstore, composta da 21 episodi, viene trasmessa in prima visione sul canale statunitense NBC dal 26 settembre 2019 al 23 aprile 2020. Inizialmente era prevista 22 episodi, ma viene ridotta a 21 episodi in seguito alla pandemia di COVID-19.
In Italia è stata trasmessa su Premium Stories dal 10 ottobre al 12 dicembre 2020.
| n° | Titolo originale    | Titolo italiano                  | Prima TV USA      | Prima TV Italia  |
| -- | ------------------- | -------------------------------- | ----------------- | ---------------- |
| 1  | Cloud 9.0           | Cloud 9.0                        | 26 settembre 2019 | 10 ottobre 2020  |
| 2  | Testimonials        | Testimoni a doppio taglio        | 3 ottobre 2019    | 10 ottobre 2020  |
| 3  | Forced Hire         | Tattiche di licenziamento        | 10 ottobre 2019   | 17 ottobre 2020  |
| 4  | Mall Closing        | Scontro generazionale            | 17 ottobre 2019   | 17 ottobre 2020  |
| 5  | Self-Care           | Prendersi cura di sé             | 24 ottobre 2019   | 24 ottobre 2020  |
| 6  | Trick-or-Treat      | Dolcetto o scherzetto            | 31 ottobre 2019   | 24 ottobre 2020  |
| 7  | Shoplifter Rehab    | Taccheggiatori in riabilitazione | 7 novembre 2019   | 31 ottobre 2020  |
| 8  | Toy Drive           | Beneficenza forzata              | 14 novembre 2019  | 31 ottobre 2020  |
| 9  | Curbside Pickup     | Consegne in macchina             | 21 novembre 2019  | 7 novembre 2020  |
| 10 | Negotiations        | Trattative sindacali             | 12 dicembre 2019  | 7 novembre 2020  |
| 11 | Lady Boss           | Donne al potere                  | 9 gennaio 2020    | 14 novembre 2020 |
| 12 | Myrtle              | Il prezzo del Paradiso           | 16 gennaio 2020   | 14 novembre 2020 |
| 13 | Favoritism          | Meritocrazia                     | 23 gennaio 2020   | 21 novembre 2020 |
| 14 | Sandra's Wedding    | Il matrimonio di Sandra          | 30 gennaio 2020   | 21 novembre 2020 |
| 15 | Cereal Bar          | Cereali per tutti                | 13 febbraio 2020  | 28 novembre 2020 |
| 16 | Employee App        | Impiegati sotto app              | 20 febbraio 2020  | 28 novembre 2020 |
| 17 | Zephra Cares        | L'angelo custode                 | 27 febbraio 2020  | 5 dicembre 2020  |
| 18 | Playdate            | La super mamma                   | 19 marzo 2020     | 5 dicembre 2020  |
| 19 | Carol's Back        | Il ritorno di Carol              | 26 marzo 2020     | 12 dicembre 2020 |
| 20 | Customer Safari     | Premio stravaganza               | 2 aprile 2020     | 12 dicembre 2020 |
| 21 | California (Part 1) | California (prima parte)         | 23 aprile 2020    | 12 dicembre 2020 |